# 1124
| [ Edytuj tabelę ]          |                                                                                    |
| Książę Polski              | - 1102 Bolesław Krzywousty 1138                                                    |
| Król Angkoru               | - 1113 Surjawarman II 1150                                                         |
| Król Anglii                | - 1100 Henryk I 1135                                                               |
| Król Aragonii i Nawarry    | - 1104 Alfons I Waleczny 1134                                                      |
| Hrabia Barcelony           | - 1082 Rajmund Berengar III Wielki 1131                                            |
| Książę Bawarii             | - 1120 Henryk IX Czarny 1126                                                       |
| Książę Burgundii           | - 1102 Hugo II 1143                                                                |
| Cesarz Bizancjum           | - 1118 Jan II Komnen 1143                                                          |
| Cesarz Chin                | - 1100 Song Huizong 1125                                                           |
| Książę Czech               | - 1120 Władysław I 1125                                                            |
| Król Danii                 | - 1104 Niels Stary 1134                                                            |
| Władca Egiptu              | - 1101 Al-Amir 1130                                                                |
| Król Francji               | - 1108 Ludwik VI Gruby 1137                                                        |
| Król Gruzji                | - 1089 Dawid IV Budowniczy 1125                                                    |
| Hrabia Holandii            | - 1121 Dirk VI 1157                                                                |
| Cesarz Japonii             | - 1123 Sutoku 1141                                                                 |
| Kalif                      | - 1118 Al-Mustarszid 1135                                                          |
| Król Kastylii              | - 1109 Urraka Kastylijska 1126                                                     |
| Wielki książę Kijowa       | - 1113 Włodzimierz II Monomach 1125                                                |
| Patriarcha Konstantynopola | - 1111 Jan IX Agapet 1134                                                          |
| Władca Korei               | - 1122 Injong 1146                                                                 |
| Państwo Almorawidów        | - 1106 Ali ibn Jusuf 1143                                                          |
| Król Norwegii              | - 1103 Sigurd I Krzyżowiec 1130                                                    |
| Książę Obodrzyców          | - 1093 Henryk Gotszalkowic 1127                                                    |
| Hrabia Palatynatu          | - 1113 Gotfryd z Kalw 1129                                                         |
| Papież                     | - 1119 Kalikst II 1124 - 1124 antypapież Celestyn II 1124 - 1124 Honoriusz II 1130 |
| Hrabia Portugalii          | - 1112 Alfons I Zdobywca 1139 - 1112 Teresa (regentka) 1128                        |
| Sułtan Rumu                | - 1116 Masud I 1156                                                                |
| Książę Rusi halickiej      | - 1124 Iwan I 1141                                                                 |
| Książę Saksonii            | - 1106 Lotar III 1127                                                              |
| Sułtan Wielkich Seldżuków  | - 1118 Ahmad Sandżar 1157                                                          |
| Król Szkocji               | - 1107 Aleksander I Szkocki 1124 - 1124 Dawid I Szkocki 1153                       |
| Król Szwecji               | - 1118 Inge II Młodszy 1125                                                        |
| Doża Wenecji               | - 1117 Domenico Michiel 1130                                                       |
| Król Węgier                | - 1116 Stefan II 1131                                                              |

Rok 1124 / MCXXIV
stulecia: XI wiek ~
XII wiek ~
XIII wiek

lata: 1114 «
1119 «
1120 «
1121 «
1122 «
1123 «
1124
» 1125
» 1126
» 1127
» 1128
» 1129
» 1134

## Wydarzenia w Polsce
- Pomorski książę Warcisław uznał ostateczne zwierzchnictwo Polski.
- św. Otton z Bambergu odbył pierwszą misję chrystianizacyjną na Pomorze, podczas której po raz pierwszy wzmiankowany był Stargard jako Castro Zitarigroda.
- Utworzono biskupstwo lubuskie z siedzibą w Lubuszu
- Pierwsza pisemna wzmianka o Bączalu Dolnym
- Pierwsza pisemna wzmianka o Końskich

## Wydarzenia na świecie
- 27 kwietnia – Dawid I Szkocki został koronowany na króla Szkotów.
- 21 grudnia – Honoriusz II został papieżem.
- Chrześcijanie zdobyli (należący do Maurów) zamek w Sigüenzie (Hiszpania, Kastylia-La Mancha).

## Zmarli
- 2 lutego – Borzywoj II, książę czeski (ur. ok. 1064)
- 23 kwietnia – Aleksander I Szkocki, król Szkocji (ur. 1078)
- 13 grudnia – Kalikst II, papież (ur. ?)